# Augusto Dutra
Augusto Dutra da Silva de Oliveira (* 16. Juli 1990 in Marília) ist ein brasilianischer Leichtathlet, der sich auf den Stabhochsprung spezialisiert hat. Er siegte 2010, 2014 und 2018 bei den Südamerikaspielen und wurde 2019 Südamerikameister im Freien sowie 2022 in der Halle. Damit zählt er zu den erfolgreichsten Stabhochspringern seines Landes.

## Sportliche Laufbahn
Erste Erfahrungen bei internationalen Meisterschaften sammelte Augusto Dutra im Jahr 2009, als er bei den Juniorensüdamerikameisterschaften in São Paulo mit einer Höhe von 4,90 m die Goldmedaille gewann. Anschließend belegte er bei den Panamerikanischen Juniorenmeisterschaften in Port of Spain mit 4,75 m den vierten Platz. Im Jahr darauf siegte er mit 5,00 m bei den U23-Südamerikameisterschaften, die im Zuge der Südamerikaspiele in Medellín stattfanden. 2011 belegte er bei den Südamerikameisterschaften in Buenos Aires mit 4,90 m den vierten Platz und 2012 gewann er bei den Iberoamerikanischen Meisterschaften in Barquisimeto mit 5,30 m die Silbermedaille hinter dem Argentinier Germán Chiaraviglio. 2013 stellte er mit 5,82 m in Hof einen neuen Südamerikarekord auf und wurde dann bei der Athletissima in Lausanne mit 5,62 m Dritter und startete dann bei den Weltmeisterschaften in Moskau, bei denen er mit 5,65 m im Finale den elften Platz belegte. Anschließend wurde er beim Memorial Van Damme in Brüssel mit 5,74 m Dritter. Im Jahr darauf belegte er bei den Hallenweltmeisterschaften in Sopot mit 5,65 m den siebten Platz und startete anschließend erneut bei den Südamerikaspielen in Santiago de Chile und verteidigte dort mit 5,40 m seinen Titel. Beim Prefontaine Classic in Eugene gelangte er mit 5,63 m auf Rang zwei und beim Meeting de Paris wurde er mit 5,70 m Zweiter. Mitte September wurde er dann beimContinentalcup in Marrakesch mit 5,40 m Vierter.
2015 startete er erneut bei den Weltmeisterschaften in Peking und klassierte sich dort mit 5,65 m im Finale auf dem neunten Platz. Im Jahr darauf gelangte er bei den Hallenweltmeisterschaften in Portland mit 5,40 m auf Rang 14 und gewann dann Mitte Mai mit 5,30 m die Silbermedaille bei den Ibero-Amerikanischen Meisterschaften in Rio de Janeiro hinter Germán Chiaraviglio aus Argentinien. Daraufhin nahm er erstmals an den Olympischen Spielen ebendort teil und verpasste mit 5,45 m den Finaleinzug. 2017 brachte er bei den Südamerikameisterschaften in Luque keinen gültigen Versuch zustande und im Jahr darauf siegte er bei den Südamerikaspielen in Cochabamba mit übersprungenen 5,50 m zum dritten Mal in Folge. Anschließend siegte er auch bei den Ibero-Amerikanischen Meisterschaften in Trujillo mit einer Höhe von 5,40 m. 
2019 siegte er bei den Südamerikameisterschaften in Lima mit übersprungenen 5,61 m und anschließend gewann er bei den Panamerikanischen Spielen ebendort mit 5,71 m die Silbermedaille hinter dem US-Amerikaner Christopher Nilsen. Daraufhin belegte er bei den Weltmeisterschaften in Doha mit 5,55 m im Finale den zehnten Platz und gewann dann bei den Militärweltspielen in Wuhan mit 5,50 m die Silbermedaille hinter dem Polen Paweł Wojciechowski. 2021 nahm er erneut an den Olympischen Spielen in Tokio teil, verpasste dort aber mit 5,65 m den Finaleinzug. Im Jahr darauf siegte er mit 5,50 m bei den Hallensüdamerikameisterschaften in Cochabamba und egalisierte damit den Meisterschaftsrekord. Im Juli brachte er bei den Weltmeisterschaften in Eugene in der Vorrunde keinen gültigen Versuch zustande und im Oktober gewann er bei den Südamerikaspielen in Asunción mit 5,30 m die Bronzemedaille hinter dem Argentinier Germán Chiaraviglio und Dyander Pacho aus Ecuador.
2023 belegte er bei den Südamerikameisterschaften in São Paulo mit übersprungenen 5,40 m den vierten Platz und im Jahr darauf brachte er bei den Hallensüdamerikameisterschaften in Cochabamba keinen gültigen Versuch zustande.
In den Jahren 2013 und 2017 sowie 2019 und von 2021 bis 2023 wurde Dutra brasilianischer Meister im Stabhochsprung.

## Persönliche Bestleistungen
- Stabhochsprung: 5,82 m, 22. Juni 2013 in Hof
  - Stabhochsprung (Halle): 5,71 m, 2. März 2013 in São Caetano do Sul